# Château Ducru-Beaucaillou
Le château Ducru-Beaucaillou est un domaine viticole de 105 hectares, situé à Saint-Julien-Beychevelle en Gironde. En AOC saint-julien, il est classé deuxième grand cru au classement de 1855. En 2011, La Revue du vin de France le qualifie de « super second ».

## Histoire
Les premières traces du domaine remonteraient au XIIIe siècle. Le château est durant plusieurs siècles la propriété de la famille Bergeron jusqu'en 1720. Le château passe en 1795 sous le contrôle de la famille Ducru, dont le domaine prend alors le nom. Bertrand Ducru entreprend alors de modifier profondément le château (avec l'aide de l'architecte Paul Abadie) et les installations viticoles (nouveaux chais). 
La consécration de ces efforts se fera avec l'attribution de statut de deuxième grand cru au classement de 1855. 
En mars 1866, le château est vendu à Lucie-Caroline Dassier (1841-1876), épouse du négociant et faïencier bordelais Nathaniel Johnston (1836-1914), un négociant en vin, maire (1903-1908) et député de Saint-Julien-Beychevelle. Nathaniel Johnston demande alors à l'architecte Louis Garros de transformer le château,.

Illustrations du château Ducru-Beaucaillou au XIXe siècle
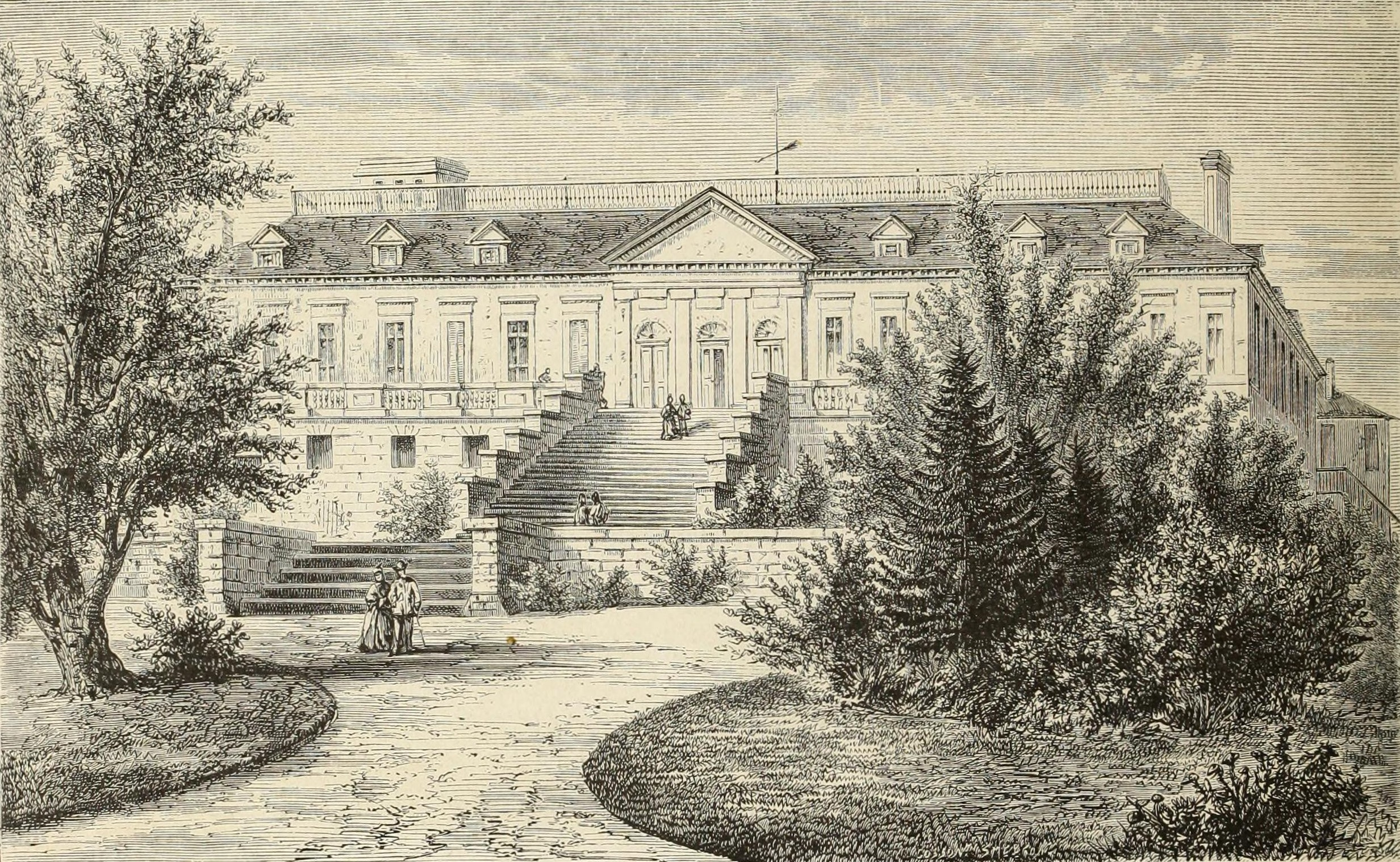
En 1838.
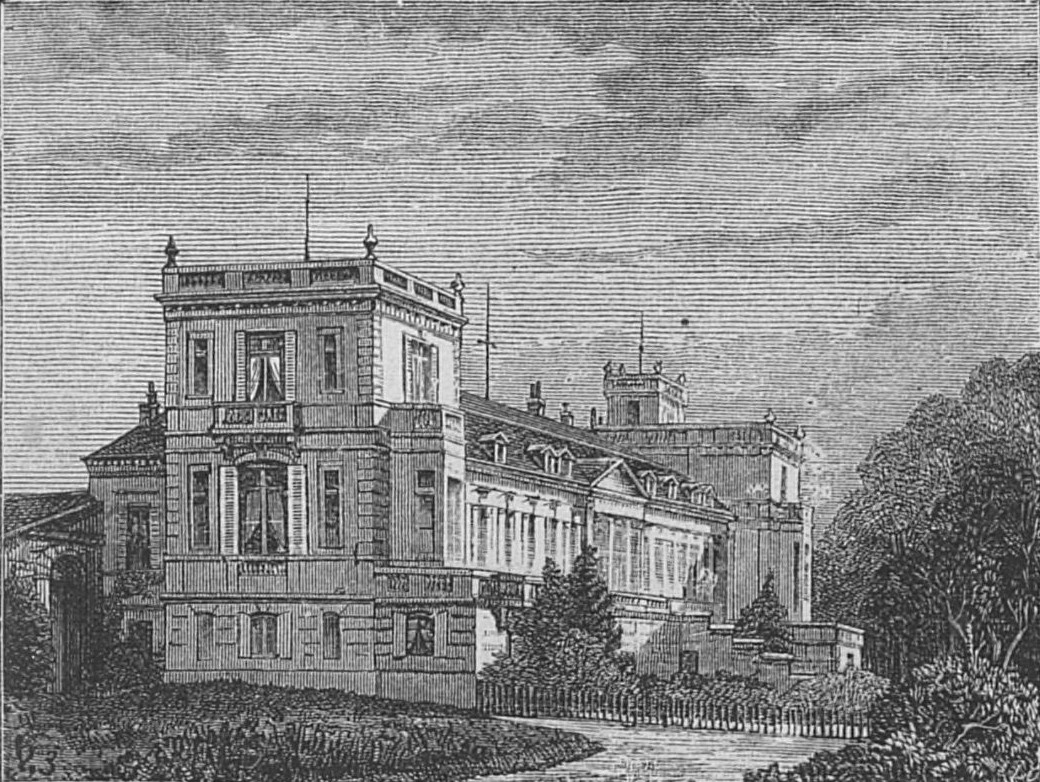
En 1893.

La crise financière de 1929 oblige la famille Johnston à vendre le domaine à la famille Desbarats, négociant en vin, puis après seulement douze ans, en 1941, le domaine est cédé à Francis Borie, issu d'une famille de négociants en vin de Meymac (Corrèze).
En 2001, un nouveau chai est construit au nord du château par les architectes Alain Triaud et Luc Arsène-Henry.
Le 3 janvier 2003, Bruno-Eugène Borie, petit-fils de Francis Borie, prend la tête de Ducru-Beaucaillou. Il met en place sur les 105 hectares une agriculture raisonnée, crée une cellule de recherche et développement pilotée par deux ingénieurs, réduit de moitié le rendement du grand vin en durcissant la sélection des raisins, se dote d'un nouveau cuvier à la gestion micro-parcellaire…
La famille Borie est toujours propriétaire du domaine,.

## Terroir et propriété

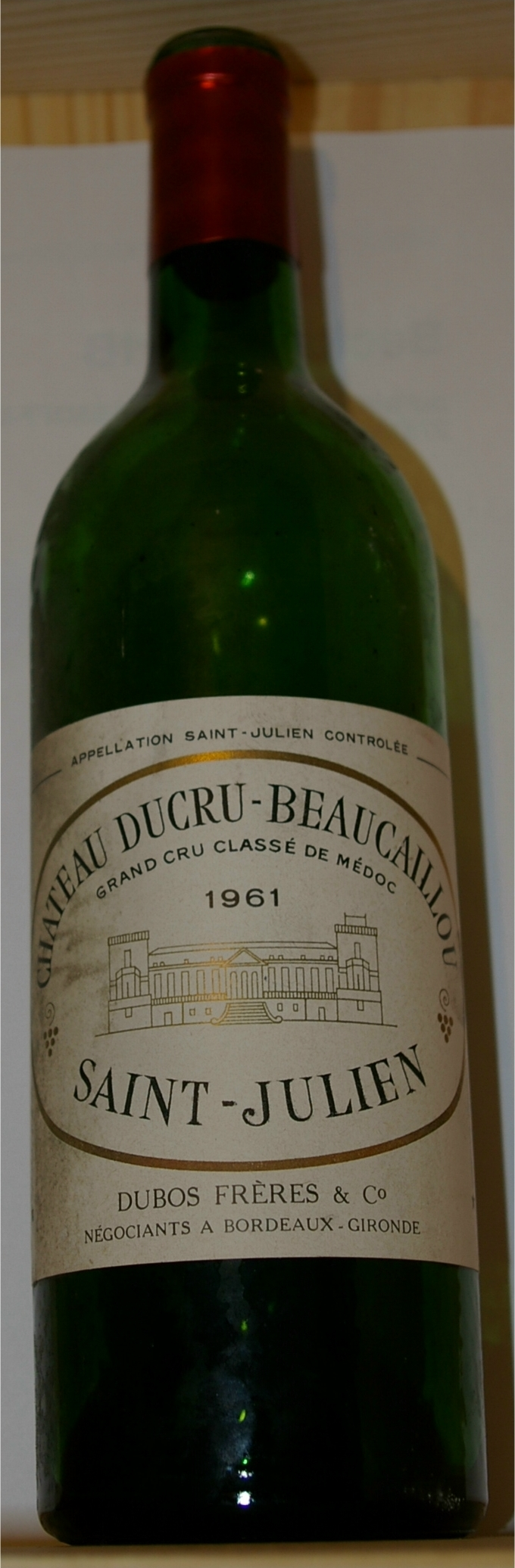
Château Ducru-Beaucaillou 1961.

Le château tient son nom pour partie des beaux et gros cailloux qui jonchent son terroir et participent activement à la qualité des vins, notamment en restituant en soirée la chaleur accumulée dans la journée.
L’autre partie du nom de cette propriété est un hommage à l’un de ses propriétaires, Bertrand Ducru, qui acquit le domaine auprès de la famille Bergeron en 1795.
L'âge moyen des vignes est de 35 ans, avec un encépagement choisi en fonction des terroirs : 70 % de cabernet sauvignon, 30 % de merlot. Le pourcentage retrouvé dans les vins varie d'un millésime sur l'autre. La forte densité de plantation (10 000 pieds/hectares) permet de mettre en concurrence les pieds qui produiront moins et iront chercher leur alimentation plus profond dans le sol, et crée également un microclimat dans la vigne.
De nos jours, ginkgos biloba, cèdres bleus et séquoias centenaires, côtoient dans le parc de cinq hectares les statues de Diane, Bacchus et Déméter, figures tutélaires des passions terriennes de Bruno Borie, actuel propriétaire du château.

## Vins
Le château a refondu sa gamme en 2018 en créant Le Petit Ducru, anciennement Lalande Borie, positionné comme un troisième vin, La Croix de Beaucaillou étant l’alter ego du grand vin, Château Ducru-Beaucaillou.